# Rossellona
La rossellona (Chamelea gallina) és una espècie de petit mol·lusc bivalve d'aigua salada de la família Veneridae. Rep altres noms comuns, com copinya o escopinya maltesa. No s'ha de confondre amb l'escopinya gravada, una espècie semblant.

## Nomenclatura
Carl Linnaeus descriví originalment Venus gallina de la mar Mediterrània en 1758. Altres zoòlegs van assumir que el Pectunculus striatulus de da Costa identificat el 1778 va ser una espècie més septentrional diferent. Tanmateix, Linnaeus va esmentar després que el seu V. gallina també existia en mar de Noruega. Després de Dodge en 1952, el nom Chamelea gallina és considerat com a vàlid. Ara hi ha dues subespècies reconegudes: la Mediterrània C. g. gallina, i l'Atlàntica C. g. striatula

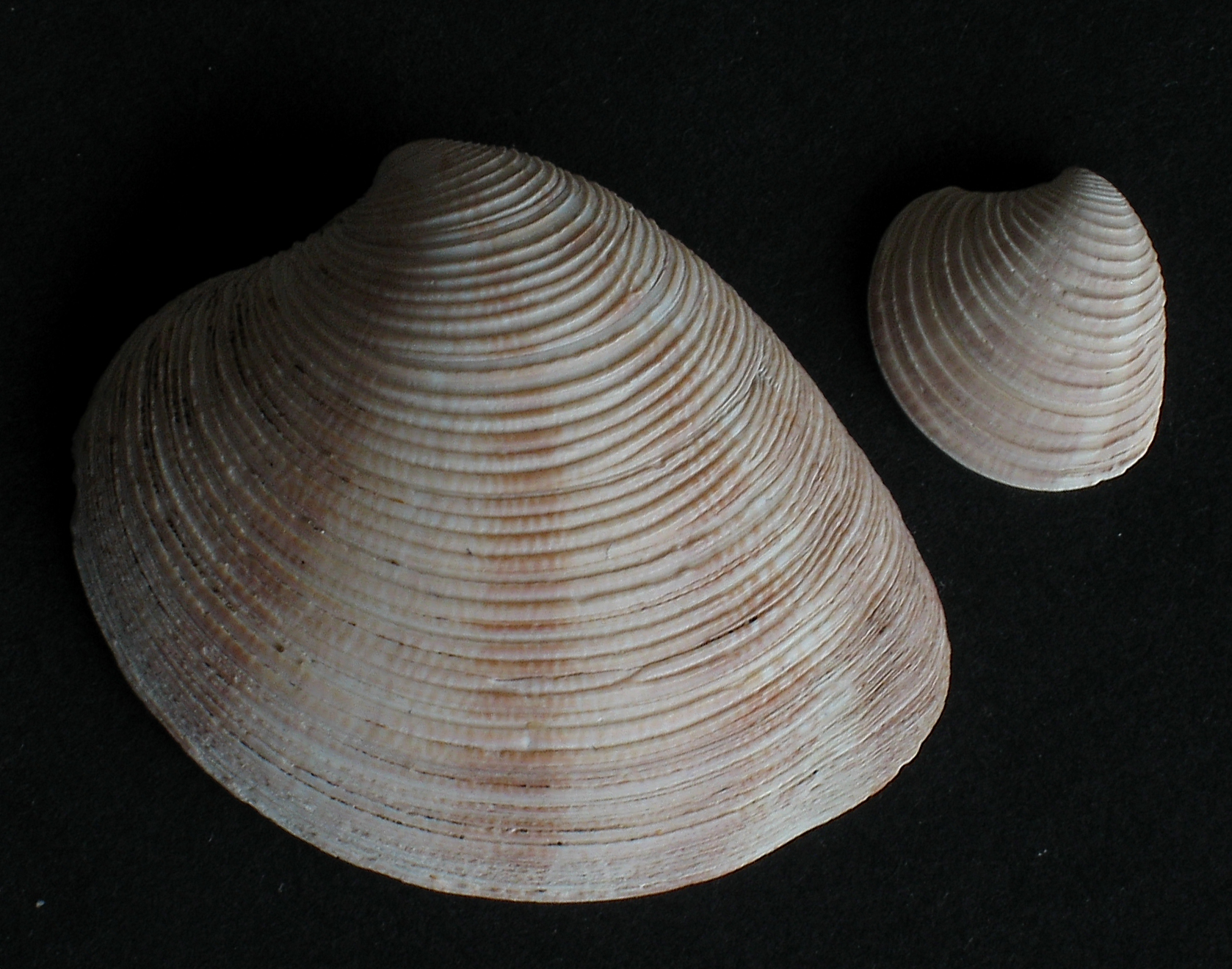
Dos petxines de Chamelea gallina de la costa de Gal·les